# Avenida José Manuel Balmaceda
La avenida José Manuel Balmaceda  es una avenida de las ciudades chilenas de La Serena y Coquimbo, catalogada como una de las vías principales de ambas ciudades. Su nombre proviene del presidente de Chile José Manuel Balmaceda.

## Historia
En el centro histórico de La Serena la calle antiguamente era denominada Calle de la Merced, y se llamaba así por la Iglesia de la Merced; después pasó al nombre de Calle de la Portada y Avenida La Pampa hasta que adquirió el nombre actual. Era la vía principal de la ciudad durante la época colonial, la cual conectaba con el camino hacia Santiago por el interior de la región. Con la construcción de la carretera panamericana durante el Plan Serena este camino pasó a tener una connotación secundaria, si bien también fue remodelado y se reemplazaron los muros de adobe que poseían los terrenos agrícolas por mallas y rejas para generar un mayor impacto visual de los campos sobre la avenida.
Desde 2015 se ha planteado la posibilidad de construir un tranvía que circule por la avenida hasta el límite con Coquimbo y luego llegar hasta el Hospital San Pablo.

## Cruces
Uno de sus principales cruces es la Avenida Francisco de Aguirre en La Serena.

## Paraderos
| Número | Intersección                    |
| ------ | ------------------------------- |
| 1      | Ánima de Diego                  |
| 2      | Huanhualí                       |
| 3      | Almirante Allard                |
| 4      | Eusebio Lillo/Las Higueras      |
| 4½     | Mercedes Cervello               |
| 5      | Colegio Teresa Videla           |
| 6      | Iris Adriana Torres Zeballos    |
| 7      | Avenida Cuatro Esquinas         |
| 8      | Los Abedules                    |
| 9      | Entre Andrómeda y Los Arrayanes |
| 10     | Los Lúcumos                     |
| 11     | Los Juncos                      |

## Principales edificios
- Hospital San Juan de Dios de La Serena - Avenida José Manuel Balmaceda #916
- Cuartel del Cuerpo de Bomberos de La Serena - Balmaceda sin número, esquina con Francisco de Aguirre